# سلام اینترنشنال
سلام اینترنشنال (انگلیسی: Salam International) شرکت سرمایه‌گذاری قطری است، که در سال ۱۹۵۲ تأسیس شد.